# Ultimate (The Alan Parsons Project)
Ultimate è una raccolta del gruppo progressive rock britannico The Alan Parsons Project, pubblicata nel marzo del 2004 dalla Arista Records.

## Descrizione
La raccolta è una selezione di diciotto tra i migliori brani del The Alan Parsons Project fondato nel 1975 da Alan Parsons ed Eric Woolfson. I brani sono estratti dai primi otto album del gruppo, da Tales of Mystery and Imagination a Vulture Culture. 
La quantità di brani estratti da ogni album è la seguente:
- 3 da Tales Of Mystery And Imagination Edgar Allan Poe del 1976
- 2 da I Robot del 1977
- 1 da Pyramid del 1978
- 2 da Eve del 1979
- 2 da The Turn of a Friendly Card del 1980
- 4 da Eye in the Sky del 1982
- 3 da Ammonia Avenue del 1984
- 1 da Vulture Culture del 1985

Nella raccolta vi sono quattro brani strumentali.

## Tracce
Testi e musiche di Eric Woolfson e Alan Parsons; edizioni musicali Arista Records.
1. A Dream Within A Dream (Tales of Mystery and Imagination - Edgar Allan Poe - 1976) – 3:37 – Strumentale • Narrazione: Orson Welles
2. The Raven (Tales of Mystery and Imagination - Edgar Allan Poe - 1976) – 4:09 – Voci: Alan Parsons (EMI vocoder) e Leonard Whiting • Cori: Eric Woolfson
3. What Goes Up (Pyramid - 1978) – 3:33 – Voce: David Paton, Colin Blunstone e Dean Ford
4. I Wouldn't Want To Be Like You (I Robot - 1977) – 3:24 – Voce: Lenny Zakatek
5. I Robot (I Robot - 1977) – 6:04 – Strumentale
6. (The system of) Doctor Tarr and Professor Fether (Tales of Mystery and Imagination - Edgar Allan Poe - 1976) – 4:31 – Voce: John Miles • Seconda voce: Jack Harris
7. Lucifer (Eve - 1979) – 4:12 – Strumentale
8. Damned If I Do (Eve - 1979) – 3:36 – Voce: Lenny Zakatek
9. Games People Play (The Turn of a Friendly Card - 1980) – 4:24 – Voce: Lenny Zakatek
10. Time (The Turn of a Friendly Card - 1980) – 5:05 – Voce: Eric Woolfson
11. Sirius (Eye in the Sky - 1982) – 1:54 – Strumentale
12. Eye in the Sky (Eye in the Sky - 1982) – 4:38 – Voce: Eric Woolfson
13. Prime Time (Ammonia Avenue - 1984) – 5:05 – Voce: Eric Woolfson
14. Don't Answer Me (Ammonia Avenue - 1984) – 4:13 – Voce: Eric Woolfson
15. Psychobabble (Eye in the Sky - 1982) – 4:53 – Voce: Elmer Gantry
16. You Don't Believe (Ammonia Avenue - 1984) – 4:28 – Voce: Lenny Zakatek
17. Days Are Numbers (The Traveller) (Vulture Culture - 1985) – 4:10 – Voce: Chris Rainbow
18. Old and Wise (Eye in the Sky - 1982) – 4:54 – Voce: Colin Blunstone

Durata totale: 76:50